# Capela Imaculado Coração de Maria

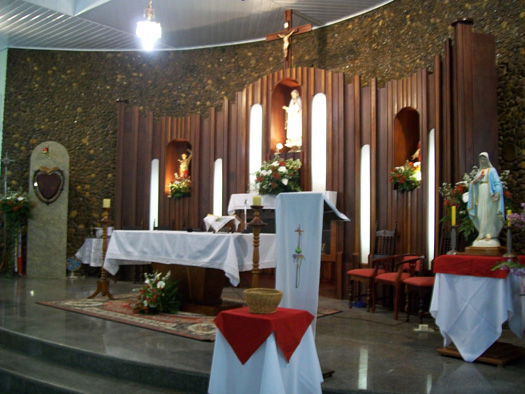
Altar da Capela Imaculado Coração de Maria, em 29/08/2009, dia da 54ª Festa da Padroeira

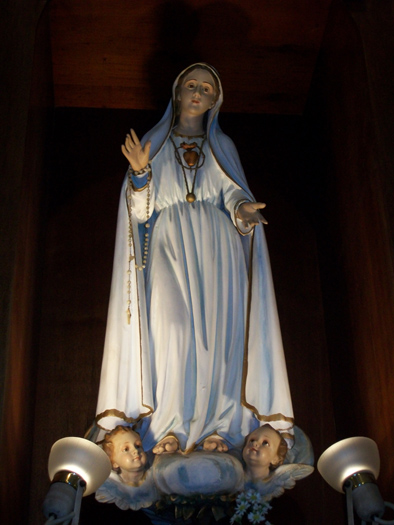
Imagem do Imaculado Coração de Maria presente na Capela do Sertão do Maruim

A Capela Imaculado Coração de Maria é uma das capelas da Paróquia Sant'Ana, que por sua vez é uma das paróquias da Arquidiocese de Florianópolis. O pároco da capela é o padre Neri José Hoffmann. A igreja do Sertão do Maruim foi criada em 1954.
A igreja está localizada na Rua Francisco Antônio da Silva, sem número, no bairro Sertão do Maruim, cidade de São José (Santa Catarina).
Ao lado da igreja estão os salões de festas 1,2 e 3, além do centro catequético e da capela mortuária. O conjunto arquitetônico da igreja está situado ao lado do Posto de Saúde do Sertão do Maruim.
A Capela Imaculado Coração de Maria pertencia, até 2004, à Paróquia São Francisco de Assis, cuja igreja matriz está situada no bairro Forquilhinhas. Com a criação da Paróquia Sant'Ana, em 12 de fevereiro de 2005, a igreja do Sertão do Maruim passou a compor a nova paróquia.